# Lappo
Lappo is een eiland en dorp in de gemeente Brändö (Finse autonome regio Åland).
Het eiland, met een oppervlak van 8 km², heeft ongeveer 35 inwoners, maar het wordt jaarlijks door veel meer toeristen bezocht.

## Geschiedenis
Lappo is ten minste bewoond sinds de 13e of 14e eeuw. Maar in de jaren 1930 werd op Lappo een Romeinse ring gevonden, die nu te bezichtigen is in het Ålandmuseum. Dat suggereert veel eerdere menselijke aanwezigheid op dit eiland. In de 17e eeuw ging Lappo deel uitmaken van de Postroute Stockholm–Turku. In de 19e eeuw begonnen de dorpelingen zich te interesseren voor cultuur en onderwijs. In 1882 werd in Lappo de eerste openbare bibliotheek van Åland opgericht; in 1887 kreeg Lappo een eigen school, in 1895 een jongerenvereniging, in 1925 een coöperatieve bank en in 1941 een coöperatieve winkel. Het clubhuis van de jeugdvereniging Klockkulla uit 1931 werd ontworpen door de beroemde architect Lars Sonck.
Historisch gezien vormen de drie dorpen Lappo, Björkö en Asterholma tezamen het gebied "Björköbol" - het gebied dat tegenwoordig de postcode 22840 heeft.

## Infrastructuur
Lappo vormt een knooppunt in de veerverbindingen: Het is een tussenstop in de 'Norra linjen' (noordelijke lijn) van Ålandstrafiken, van Torsholma (Brändö) via Kumlinge naar Vårdö; er vertrekt een veerboot naar Asterholma en vanuit de westelijke veerhaven vertrekt een kabelpont naar Björkö.

## Economie
Het dorp herbergt een gastenhaven met plaats voor 90 boten, een supermarktje, een scheepsmuseum, een restaurant, een tankstation, een diskgolfbaan en een pension.
De bewoners leven voornamelijk van toerisme, visteelt, landbouw en veerbootverkeer.